# Peru-do-mato-de-waigeo
O peru-do-mato-de-waigeo  (Aepypodius bruijnii) é um megapodídeo endêmico da Nova Guiné Ocidental na Indonésia, onde é encontrado apenas na ilha de Waigeo.